# Leo Delwaide (burgemeester)
Léonard Herman Joseph (Leo) Delwaide (Rekem, 27 juli 1897 - Antwerpen, 13 juni 1978) was een Belgisch advocaat en politicus voor het Katholiek Verbond van België en vervolgens de CVP.

## Levensloop

### Jeugd en opleiding
Leo Delwaide was de oudste zoon van Leonard Delwaide (1869-1944), die sinds 1894 notaris in het Limburgse Rekem was, en Aurélie Vygen (1866-1964), afkomstig uit het Nederlands-Limburgse Geulle. Hij deed zijn humaniora in het Heilig Kruiscollege te Maaseik, het eerste Nederlandstalig college in België en na het uitbreken van de Eerste Wereldoorlog in het Bisschoppelijk College Weert. Hij studeerde Letteren en Wijsbegeerte aan de Rijksuniversiteit Utrecht, waar hij zijn kandidaats haalde. Na het einde van de Eerste Wereldoorlog studeerde hij verder aan de Katholieke Universiteit Leuven en promoveerde hij er in 1921 tot doctor in de rechten en licentiaat in het notariaat.  Omdat hij te jong was om het notariaat van zijn vader over te nemen, vestigde hij zich in Antwerpen als advocaat en trouwde met Josepha Verlinden (1906-2005).
In Antwerpen werd Delwaide politiek actief voor de Katholieke Partij, waar hij al snel opgenomen werd in de leidende kringen. In 1932 tot 1945 was hij gemeenteraadslid en van 1939 tot 1940 schepen. In 1932 werd hij voor het arrondissement Antwerpen eveneens verkozen in de Kamer van volksvertegenwoordigers, waar hij bleef zetelen tot in 1946.

### Oorlogsburgemeester
Tijdens de Tweede Wereldoorlog, werd hij vanaf mei 1940 waarnemend burgemeester, toen zowel burgemeester Camille Huysmans als eerste schepen Adolf Molter de stad verlieten. Hij werd vanaf 8 december 1940 door secretaris-generaal Jean-François Vossen benoemd tot burgemeester van Antwerpen. Tijdens zijn burgemeesterschap werden de Jodensterren verdeeld door de Antwerpse ambtenaren en vonden er in augustus en september 1942 drie Jodenrazzia's in Antwerpen plaats. Hierbij speelden burgemeester Delwaide en de Antwerpse autoriteiten een actieve rol. Zo werkte Delwaide als hoofd van de politie mee aan de Jodenrazzia's en ging hij akkoord dat lijsten van vreemdelingen, met een bijzondere aandacht voor joden, aan de bezetter werden bezorgd. Ook voor de oorlog had hij zich al laten opmerken door een xenofoob, anti-Joods discours. Toch wist Delwaide zich met een verzetsaureool te omgeven. Toen de Duitse bezetter eind 1942 de medewerking van de politie bij de aanhouding van Belgische (niet-joodse) werkweigeraars vroeg, kwam aan de collaboratie immers een einde. Delwaides deelname aan de Antwerpse Jodenvervolging kwam pas aan het licht door historisch onderzoek vanaf het jaar 2000. Verder archivalisch onderzoek door Herman Van Goethem concludeerde zelfs dat Delwaide het kader voor de razzia's had aangereikt. Zijn gelijknamige zoon, Leo Delwaide Junior, later eveneens havenschepen van Antwerpen, heeft zich in weerwil van het historisch onderzoek steeds hevig verzet tegen de vaststelling dat zijn vader op een of andere manier heeft meegewerkt aan de Jodenvervolging. Zelfs Louis Davids, de voormalige joodse hoofdredacteur van het Belgisch-Israëlitisch Weekblad, bleef consequent de houding van Delwaide tijdens de oorlog en met name zijn vriendschap met de Israëlische stad Haifa, verdedigen.
Delwaide was burgemeester gebleven na de oprichting van Groot-Antwerpen (een fusie die al voor de oorlog veel voorstanders had), in een schepencollege dat bestond uit acht vertegenwoordigers van de traditionele partijen en vijf Nieuwe Ordegezinden. Dat deze laatsten er niet in geslaagd waren een meerderheid te verkrijgen, werd als een overwinning van de traditionele partijen en meer bepaald van Delwaide beschouwd. In januari 1944 nam hij ontslag, samen met de andere niet-VNV-schepenen en dook onder.

### Havenschepen
Na de oorlog werd Delwaide geschorst als gemeenteraadslid en als schepen en in verdenking gesteld. Ook zijn parlementaire onschendbaarheid werd opgeheven. Hij verdedigde zich door de beschermende activiteiten te onderstrepen die hij had ontplooid en door te wijzen naar de 'politiek van het minste kwaad' die hij had gevolgd. Tegenover de publieke opinie verklaarde hij zijn houding en zijn activiteiten tijdens de oorlog in een brochure onder de titel Vier jaar burgemeester van Antwerpen. Hij werd als het ware geplebisciteerd door de bevolking, toen zijn vrouw in zijn plaats op de kieslijst voor de gemeenteverkiezingen voorkwam in 1946 en met een massaal aantal voorkeurstemmen verkozen werd. Zijn dossier werd korte tijd daarop zonder gevolg afgesloten.
Vanaf 1953 zetelde hij opnieuw in de Antwerpse gemeenteraad en vanaf 1959 was hij eerste schepen en schepen voor de haven, wat hij bleef tot aan zijn dood in 1978. In 1976 werd hij na het overlijden van Lode Craeybeckx korte tijd waarnemend burgemeester. In 1949 werd hij ook weer tot volksvertegenwoordiger gekozen en hij behield dit mandaat tot in 1968. In de Kamer hield hij zich vooral bezig met zaken die de haven aanbelangden en buitenlandse politiek. Ook klaagde hij de uitwassen van de Repressie en de Vlaamse achterstelling in het gerecht aan en pleitte hij voor een verdere vernederlandsing van het gerecht.
Bij koninklijk besluit van 5 december 1983 verkreeg zijn echtgenote het recht de titel van barones te dragen voor de naam van wijlen haar echtgenoot. Hij werd op het Schoonselhof begraven.

## Omstreden
Op 15 februari 2019 besliste het Antwerpse schepencollege om de naam Delwaidedok te schrappen en het om te dopen naar Bevrijdingsdok omwille van onthullingen van historicus en UA-rector Herman Van Goethem. Hierbij zou Leo Delwaide een actievere rol bij de Jodenvervolging tijdens de Tweede Wereldoorlog hebben gespeeld dan werd aangenomen.

## Publicatie
- Vier jaar burgemeester van Antwerpen, Antwerpen, 1946